# .mw
A .mw Malawi internetes legfelső szintű tartomány kódja, melyet 1997-ben hoztak létre. Karbantartásáért a Malawi Sustainable Development Network Programme a felelős.

## Második szintű tartománykódok
- ac.mw – tudományos intézményeknek.
- co.mw – kereskedelmi szervezeteknek.
- com.mw – kereskedelmi szervezeteknek.
- coop.mw – segélyező társaságoknak.
- edu.mw – oktatási intézményeknek.
- gov.mw – kormányzati intézményeknek.
- int.mw – nemzetközi szervezeteknek.
- museum.mw – múzeumoknak.
- net.mw – internetszolgáltatóknak.
- org.mw – nonprofit szervezeteknek.